# K1 Rokit
K1 Rokit – południowokoreański czołg podstawowy III generacji.
W pierwszej połowie lat 80. XX wieku podstawowym czołgiem armii południowokoreańskiej był M48. Pomimo modernizacji nie stanowiły one równorzędnego przeciwnika dla północnokoreańskich czołgów T-62, dlatego podjęto decyzję o wprowadzeniu do uzbrojenia nowego czołgu. Zdecydowano przy tym, że będzie to konstrukcja oryginalna, a nie któryś już z istniejących typów. Ponieważ Republika Korei nie posiadała w tym czasie własnego przemysłu czołgowego, o pomoc zwrócono się do rządu i firm amerykańskich. Po przeanalizowaniu otrzymanych ofert zdecydowano, że nowy czołg zostanie opracowany przez firmę Chrysler Defence. Opracowując czołg dla Korei Południowej wykorzystała ona doświadczenia zdobyte w trakcie prac nad czołgiem M1 Abrams. Południowokoreański czołg miał być od M1 mniejszy i lżejszy.
Pierwsze prototypy oznaczone jako XK1 Rokit powstały w 1983 roku. W roku następnym przeprowadzono ich testy i pod koniec 1984 roku rozpoczęto produkcję nowego czołgu w zakładach należących do firmy Hyundai Precision & Ind Co Ltd. Pierwsza partia licząca 210 czołgów została wyprodukowana w latach 1984–1987. Później zamówiono kolejną partie liczącą 325 czołgów, która miała być wyprodukowana do 1992 roku.
Do 1988 roku nowy południowokoreański czołg był konstrukcją tajną. W tym roku pojawiły się pierwsze informacje o wprowadzeniu do uzbrojenia armii południowokoreańskiej nowego czołgu. Ponieważ jego oficjalne oznaczenie nie było znane, określany był on jako Type 88.
W 1996 roku powstała wersja K1-M przygotowana na malezyjski konkurs czołgowy. K1-M konkurował z czołgami Leopard 1A5, T-90, T-80UD, Moderna i PT-91. K1 nie został wybrany. Konkurs wygrał w 2005 roku czołg produkcji polskiej Bumar-Łabędy PT-91, w znacznie zmodernizowanej, indywidualnej wersji PT-91M.
W roku 1996, dążąc do zwiększenia siły ognia czołgu K1, opracowano wersję K1A1 uzbrojoną w gładkolufową armatę M256 kalibru 120 mm. Czołgi tej wersji zaczęły trafiać do linii w 2004 roku. Według starszych materiałów do standardu K1A1 miały być przebudowywane czołgi K1, ale wszystkie przejęte przez armię południowokoreańską czołgi K1A1 są czołgami nowymi.
Podwozie czołgu K1 zostało wykorzystane do budowy WZT K1 ARV oraz mostu czołgowego K1 AVLB.
W 2005 roku ujawniono prototyp czołgu XK2, który ma być następcą K1.

## Opis
K1 jest czołgiem podstawowym III generacji. Załogę czołgu tworzy dowódca, działonowy, ładowniczy i mechanik-kierowca. Kierowca zajmuje miejsce w kadłubie, reszta załogi w wieży.
Kadłub K1 jest wykonany ze spawanych płyt z pancerza warstwowego.
W przedniej części kadłuba znajdują się przedziały kierowania, środkowej przedział bojowy z wieżą, a w tylnej przedział napędowy.
W przedziale kierowania stanowisko ma mechanik-kierowca. Kierowca zajmuje miejsce w pojeździe przez właz w stropie kadłuba. Pokrywa włazu jest otwierana przez podniesienie, a następnie obrót w lewo. Stanowisko kierowcy znajduje się na lewo od osi pojazdu. Podczas jazdy obserwuje teren za pomocą trzech peryskopów. W nocy środkowy z nich wymieniany jest na noktowizor pasywny.
Wieża pancerna jest wykonana w podobnej technologii jak kadłub. Po jej prawej stronie znajduje się stanowisko działonowego (z przodu) i dowódcy, po lewej ładowniczego.
Dowódca obserwuje teren przy pomocy stabilizowanego w dwóch płaszczyznach przyrządu panoramicznego o powiększeniach 3x i 10x, oraz peryskopów umieszczonych w wieżyczce dowódcy.
Działonowy dysponuje dzienno-nocnym celownikiem o powiększeniach 3x i 10x. Tor nocny celownika oparty jest o termowizor. W wozach pierwszej wersji był to termowizor firmy Hughes, w drugiej zastosowano termowizory Texas Instruments. Zapasowym celownikiem jest optyczny celownik firmy Kollmorgen o powiększeniu 8x. Celownik dzienno-nocny współpracuje z systemem kierowania ogniem opartym na komputerze balistycznym produkowanym na licencji firmy Computer Devices of Canada.
Ładowniczy dysponuje pojedynczym peryskopem umocowanym przed jego włazem.
W wieży znajduje się zasadnicze uzbrojenie wozu: 105 mm armata czołgowa M68 (w wersji K1) lub 120 mm armata M256 kalibru 120 mm. Naprowadzanie i stabilizacja armaty przy pomocy napędów elektrohydraulicznych. Z armatą sprzężony jest czołgowy karabin maszynowy M60E2. Dodatkowo na wieży mocowane są: wkm kalibru 12,7 i drugi km kalibru 7,62 mm
Napęd K1 stanowi czterosuwowy, wysokoprężny, chłodzony cieczą silnik MTU MB-871. Moc silnika wynosi 1200 KM przy 2600 obr./min. Napęd od silnika do kół napędowych jest przenoszony przez układ Renk ZF LSG-3000 (cztery biegi do przodu, dwa wsteczne).
K1 posiada zawieszenie niezależne. Pierwsza i szósta para kół jest zawieszona na siłownikach elektrohydraulicznych, pozostałe na wałkach skrętnych. Napęd z silnika jest przekazywany na znajdujące się w tylnej części pojazdu koła napędowe. Z przodu pojazdu znajdują się koła napinające. Koła jezdne są kołami podwójnymi.